# Iokva
Iokva (en rus: Ёква) és un poble (un possiólok) de l'óblast de Sverdlovsk, a Rússia, segons el cens del 2010 tenia vuit habitants.